# TOMM40L
TOMM40L (англ. Translocase of outer mitochondrial membrane 40 like) – білок, який кодується однойменним геном, розташованим у людей на короткому плечі 1-ї хромосоми.  Довжина поліпептидного ланцюга білка становить 308 амінокислот, а молекулярна маса — 33 917.
| 10         |  | 20         |  | 30         |  | 40         |  | 50         |
| ---------- |  | ---------- |  | ---------- |  | ---------- |  | ---------- |
| MGNTLGLAPM |  | GTLPRRSPRR |  | EEPLPNPGSF |  | DELHRLCKDV |  | FPAQMEGVKL |
| VVNKVLSSHF |  | QVAHTIHMSA |  | LGLPGYHLHA |  | AYAGDWQLSP |  | TEVFPTVVGD |
| MDSSGSLNAQ |  | VLLLLAERLR |  | AKAVFQTQQA |  | KFLTWQFDGE |  | YRGDDYTATL |
| TLGNPDLIGE |  | SVIMVAHFLQ |  | SLTHRLVLGG |  | ELVYHRRPGE |  | EGAILTLAGK |
| YSAVHWVATL |  | NVGSGGAHAS |  | YYHRANEQVQ |  | VGVEFEANTR |  | LQDTTFSFGY |
| HLTLPQANMV |  | FRGLVDSNWC |  | VGAVLEKKMP |  | PLPVTLALGA |  | FLNHWRNRFH |
| CGFSITVG   |  |            |  |            |  |            |  |            |

A: Аланін

C: Цистеїн

D: Аспарагінова кислота

E: Глутамінова кислота

F: Фенілаланін

G: Гліцин

H: Гістидин

I: Ізолейцин

K: Лізин

L: Лейцин

M: Метіонін

N: Аспарагін

P: Пролін

Q: Глутамін

R: Аргінін

S: Серин

T: Треонін

V: Валін

W: Триптофан

Кодований геном білок за функцією належить до поринів. 
Задіяний у таких біологічних процесах як транспорт іонів, транспорт, транспорт білків, поліморфізм, альтернативний сплайсинг. 
Локалізований у мембрані, мітохондрії, зовнішній мембрані мітохондрій.